# If then else (álbum)
"if_then_else" es el sexto álbum de estudio de la banda de rock neerlandesa The Gathering. El disco promovió el cambio de la agrupación desde el metal gótico hacia texturas de rock progresivo / experimental en forma definitiva. Fue lanzado en Europa el 25 de julio de 2000 por Century Media Records. 
Fue grabado en el estudio Koeienverhuurbedrijf de la ciudad holandesa de Purmerend, y el S & K Studio, en Doetinchem.
El título combina dos notaciones de uso frecuente en programación de ordenadores:
- El if, then, else : Sentencia condicional.
- El uso de las palabras en minúsculas, subrayando los espacios separados.

## Lista de canciones
1. «Rollercoaster» – 4:45
2. «Shot to Pieces» – 4:10
3. «Amity» – 5:57
4. «Bad Movie Scene» – 3:49
5. «Colorado Incident» – 4:53
6. «Beautiful War» – 2:32
7. «Analog Park» – 6:05
8. «Herbal Movement» – 4:10
9. «Saturnine» – 5:11
10. «Morphia's Waltz» – 6:37
11. «Pathfinder» – 4:38

## Créditos
- Anneke van Giersbergen - vocalista/guitarras
- René Rutten - guitarras/flauta
- Hugo Prinsen Geerligs - bajo
- Hans Rutten - batería
- Frank Boeijen - teclados

## Artistas invitados
- Bart van Vegchel - trompa pistas 1, 6, 11
- Ad Verspaandonk - trombón temas 6, 11
- Emmeke Bressers - oboe pista 6
- Jasper Slotboom - chelo pista 6
- Marthe Kalkhoven - chelo pista 6
- Bals ter Jiska - violín temas 3, 9, 10

- Datos: Q286760